# Global Stocktake
Der Global Stocktake (deutsch etwa: weltweite Bestandsaufnahme) ist ein elementarer Bestandteil des Klima-Übereinkommens von Paris (Paris Agreement), mit dem die Umsetzung des Abkommens überprüft und der gemeinsame Fortschritt bei der Verwirklichung der vereinbarten Ziele bewertet wird. Dabei verbindet der Global Stocktake die nationale Umsetzung von Klimaschutzbeiträgen mit den übergeordneten Zielen des Paris-Abkommens und soll so zu einer Steigerung der klimapolitischen Anstrengungen führen.

## Hintergrund
Das Paris-Abkommen markiert einen Wendepunkt der internationalen Klimapolitik. Der völkerrechtlich bindende Vertrag mit globaler Reichweite setzt nicht nur ambitionierte globale Ziele, wie die Begrenzung des Anstiegs der durchschnittlichen Erdtemperatur auf deutlich unter 2 °C gegenüber dem vorindustriellen Niveau, sondern führt auch eine innovative Architektur ein, die den Staaten erheblichen Spielraum bei der Festlegung ihrer Klimaschutzziele einräumt. Im Gegensatz zur gängigen Praxis des internationalen Umweltrechts werden die individuellen Beiträge der Staaten nicht international ausgehandelt und die Zielerreichung ist nicht bindend. Um die Umsetzung der Ziele dennoch sicherzustellen, wurden internationale Überprüfungs- und Transparenzmechanismen in das Abkommen integriert.

## Der Global Stocktake als Teil des Paris-Regimes
Das Paris-Abkommen verpflichtet seine Vertragsstaaten dazu, regelmäßig eigene Klimaschutzziele, die sogenannten Nationally Determined Contributions (NDCs), zu formulieren und Maßnahmen zu ergreifen, die zum Erreichen dieser Klimaziele beitragen. Es besteht für die Staaten jedoch keine völkerrechtliche Verpflichtung, diese Ziele auch zu erreichen.
Allerdings müssen die Vertragsstaaten regelmäßig über den Fortschritt bei der Zielerreichung berichten und die Berichte werden einer internationalen Begutachtung unterzogen. Neben diesem Transparenzrahmen (Enhanced Transparency Framework) wurde im Übereinkommen von Paris festgelegt, dass die Vertragsstaaten ihre NDCs regelmäßig aktualisieren müssen, wobei diese aktualisierten NDCs nicht hinter die bis dahin geltenden Ziele zurückfallen dürfen und die höchstmögliche Ambition widerspiegeln sollen.
Alle fünf Jahre wird zudem eine globale Bestandsaufnahme (Global Stocktake) durchgeführt, in der der kollektive Fortschritt zur Erreichung der Langfristziele bilanziert wird. Die Ergebnisse dieser Bestandsaufnahme sollen bei der Festlegung der nationalen Klimaschutzbeiträge berücksichtigt werden. Der Global Stocktake ist somit ein elementarer Bestandteil des Paris Agreement, indem er regelmäßig Bilanz zieht und eine Grundlage für die Aktualisierung der NDCs bietet.

## Der Beitrag des Global Stocktake zur Ambitionssteigerung
Der Global Stocktake soll zu einer Steigerung der Ambition beitragen, indem er die Staaten bei den folgenden Prozessen unterstützt:
1. zu verstehen, an welchem Punkt sie sich bei der Erreichung der Ziele derzeit befinden;
2. zu erkennen, was noch erforderlich ist, um die Ziele zu erreichen;
3. zu benennen, welche Ansatzpunkte es gibt, um die eigenen Maßnahmen auf nationaler und internationaler Ebene zu verstärken.

Auf diese Art und Weise soll der Global Stocktake zu einem Ambitionstreiber werden. Dabei ist jedoch hervorzuheben, dass sich der Global Stocktake durch eine kollektive und nicht individuelle Arbeitsweise auszeichnet. Dies bedeutet, dass einzelne Länder nicht herausgegriffen werden und die Ergebnisse des Prozesses keine Rückschlüsse auf den Stand der Umsetzung in den einzelnen Ländern zulassen sollen.

## Die Reichweite des Global Stocktake
Die Frage, ob der Global Stocktake auf Klimaschutz begrenzt werden oder auch weitere Aspekte wie Anpassung und die Bereitstellung von Klimafinanzierung umfassen sollte, war Gegenstand kontroverser Diskussionen. Im Vorfeld der Klimakonferenz von Paris setzte sich jedoch die Auffassung durch, dass der Global Stocktake alle drei genannten Elemente umfassen sollte. Artikel 14 des Paris-Abkommens nennt neben Klimaschutz (Emissionsminderung) auch Klimaanpassung sowie die Mittel zur Durchführung und Unterstützung als Teile des Global Stocktake.

## Die drei Phasen des Global Stocktake
Die auf der Klimakonferenz COP 24 in Katowice 2018 verabschiedeten Umsetzungsmodalitäten des Global Stocktake sehen drei Phasen vor:

### Phase 1: Zusammentragen und Aufbereitung von Informationen
Phase 1 umfasst das Zusammentragen der Informationen sowie deren Aufbereitung für die darauffolgende technische Auswertung. Hierfür werden unterschiedlichste Informationsquellen herangezogen. Neben den Nationally Determined Contributions (NDCs) der Vertragsstaaten und den Berichten, die diese im Rahmen des Paris Agreement einreichen, werden auch die jüngsten wissenschaftlichen Erkenntnisse des Weltklimarats (IPCC) sowie Eingaben nicht-staatlicher Akteure und Beobachterorganisationen als Quellen genutzt. Die zusammengetragenen Informationen werden öffentlich zugänglich gemacht und in Form von Berichten zusammengefasst. So wird es einzelne Berichte zu verschiedenen Schwerpunkten – Minderung, Anpassung und (finanzielle) Unterstützung – geben, darunter zum Stand der globalen Treibhausgasemissionen, zum Gesamteffekt von NDCs und dem Stand der Maßnahmen zur Anpassung an die globale Erwärmung.

### Phase 2: Technische Auswertung der Informationen
In Phase 2 erfolgt eine technische Auswertung der Informationen, bei der der kollektive Fortschritt der Umsetzung des Paris Agreement und seiner Langfristziele erfasst wird. Für diese technische Auswertung kommen über ein Jahr hinweg verschiedene Akteure in unterschiedlichen Dialogformaten zusammen und tauschen sich über die zusammengetragenen Informationen aus. In dieser Phase werden auch Möglichkeiten aufgezeigt, wie Maßnahmen im Umgang mit der globalen Erwärmung verstärkt und verbessert werden können. Die Ergebnisse dieses Prozesses werden in Berichten festgehalten.

### Phase 3: Politische Phase der Ergebnisberücksichtigung
In Phase 3 werden die Ergebnisse der Auswertung in den politischen Prozess eingespeist. Ziel dieser Phase ist es, die Vertragsstaaten des Paris Agreement dabei zu unterstützen, ihre Klimapolitik und ihre Maßnahmen zur Unterstützung anderer Staaten zu verbessern. Auch sollen die Ergebnisse die internationale Kooperation zwischen den Staaten fördern. Indes ist unklar, in welcher Form die Ergebnisse festgehalten werden sollen. Denkbar wäre etwa eine politische Deklaration oder auch eine formale Entscheidung der Vertragsstaatenkonferenz.

## Stocktake 2023
Der erste Stocktake wurde Ende 2023 auf der COP 28 in Dubai präsentiert. Da die Verpflichtung über nationale Emissionen zu berichten (das Transparency Framework) erst ab 2024 greift, waren die Berichte der Staaten sehr unterschiedlich aussagekräftig. Die daraus entstehenden Informationslücken mussten beispielsweise durch Analysen und Empfehlungen nicht-staatlicher Akteure – wie zivilgesellschaftlicher Initiativen, Unternehmen oder Städte – geschlossen werden.
Im technischen Dialog wurden zwei Jahre lang Berichte und Eingaben von Staaten, internationalen Organisationen sowie von über 137 Organisationen, die nicht direkt am Vertrag beteiligt sind, zusammengetragen. Insgesamt wurden über 170.000 Seiten Material eingereicht. Daraus entstand der Synthesebericht der nationalen Klimapläne, welcher im September 2023 17 wichtige Erkenntnisse benannte und als Grundlage für die Phase der politischen Umsetzung dienen sollte.
Bereits aus diesem Bericht wurde klar, dass die bisher zugesagten Maßnahmen nicht ausreichten, um die Ziele des Paris Agreement zu erreichen. Außerdem wurden selbst diese unzureichenden Maßnahmen nicht hinreichend umgesetzt: Stand 2015 wurde noch ein Anstieg der globalen Durchschnittstemperatur bis zum Jahr 2100 von 3 bis 3,2 Grad Celsius erwartet. Mit allen zugesagten Maßnahmen wäre dieser auf 1,7 bis 2,1 Grad Celsius begrenzt worden. Aufgrund der mangelhaften Umsetzung war die Prognose bis 2023 jedoch nur auf 2,6 bis 2,7 Grad Celsius gesunken. Insbesondere der Beitrag Chinas wurde als unzureichend betrachtet, auch wenn dies nicht konkret benannt wurde. Statt der notwendigen Verringerung der Treibhausgasemissionen bis 2030 um 43 Prozent gegenüber dem Referenzwert von 1990, war nur eine Reduktion von 5 Prozent zu erwarten. Auch die zugesagte Summe von 100 Milliarden US-Dollar pro Jahr, zur Unterstützung von Entwicklungsländern beim Klimaschutz und der Klimaanpassung, wurde statt 2020 erst 2022 erreicht.
Kurz vor Beginn der Konferenz war bekannt geworden, dass das Gastgeberland der Vereinigten Arabischen Emirate die Konferenz nutzen wollte, um neue Versorgungsverträge für fossile Energieträger abzuschließen. Daraufhin betonten Vertreter Chinas und der USA die Bedeutung der Ergebnisse der diesjährigen Konferenz und ihr Vorsitzender Sultan Al Jaber hob in seiner Eröffnungsrede das Ziel hervor, den globalen Temperaturanstieg auf 1,5 Grad gegenüber dem vorindustriellen Niveau zu begrenzen.
Ein Plan, die Nutzung fossiler Energieträger gänzlich auslaufen zu lassen, war vor der Konferenz von 106 Staaten der EU, Afrikas und diverser Inselstaaten unterstützt worden und fand in deren Verlauf mindestens 21 weitere Unterzeichner. Insbesondere die OPEC-Staaten leisteten Widerstand dagegen dieses Ziel in den Abschlussbericht aufzunehmen, sodass zwei Tage vor Ende der Konferenz fast 160 mögliche Formulierungen diskutiert wurden. Nach harscher Kritik des World Research Institutes, der Regierungen Deutschlands, der USA, des Vereinigten Königreichs, Bangladeschs und Kolumbiens, der Europäischen Union, der Internationalen Energieagentur, des Präsidenten von COP 26 Alok Sharma sowie der Alliance of Small Island States, wurde dieses Ziel jedoch aufgenommen.
Am 13. Dezember 2023 wurde schließlich das politische Abkommen des ersten Stocktake beschlossen. Er legte u. a. das Umsetzungsverfahren des Ausgleichsfonds für Klimaschäden fest, dessen Einrichtung bei der Konferenz im Jahr zuvor beschlossen worden war. Der Fonds wurde mit 700 Millionen US-Dollar Startkapital ausgestattet und soll von der Weltbank verwaltet werden. Außerdem wurde das Ziel beschlossen, die Nettotreibhausgasemissionen bis 2050 auf Null zu senken, insbesondere indem die Nutzung von Kohle als Energieträger ausläuft. Über die Einrichtung eines Kohlenstoffhandels nach Artikel 6 des Pariser Abkommens wurde hingegen keine Einigkeit erreicht.

## Ausblick
Trotz Kritik an schwammigen Formulierungen sowie mangelhafter finanzieller Unterstützung von Entwicklungsländern, enthält der Beschluss zum Global Stocktake 2023 quantifizierbare Ziele, die bis 2030 umgesetzt werden sollen. Dazu gehört die Verdreifachung der Erzeugungskapazität erneuerbarer Energieträger sowie eine Verdopplung des Effizienzgrads der weltweit eingesetzten Energie; der Ausstoß von Methan soll zudem „substantiell“ gesenkt werden.
Die nationalen Umsetzungspläne sollten bis spätestens Februar 2025 eingereicht werden, damit sie auf der COP 30 in Belém (Brasilien) im November 2025 besprochen und ausgewertet werden können. Diese Pläne müssen sich auf die Erkenntnisse des Global Stocktake 2023 beziehen.